# Peucetia gerhardi
Peucetia gerhardi là một loài nhện trong họ Oxyopidae.
Loài này thuộc chi Peucetia. Peucetia gerhardi được miêu tả năm 1994 bởi Van Niekerk & Dippenaar-Schoeman.